# Federația Internațională de Schi-alpinism
Federația Internațională de Schi-alpinism (în engleză International Ski Mountaineering Federation ISMF) este organul global de conducere al schi-alpinismului. Principalele obiective ale federației sunt promovarea, reglementarea și dezvoltarea schi-alpinismului în întreaga lume.

## Istoric
„Consiliul internațional pentru competiția de schi alpinism” (ISMC) a fost înființat în 1999 ca un organism intern al UIAA (Union Internationale des Associations d'Alpinisme) pentru a guverna și administra sportul competiției de schi alpinism, înlocuind „Comité International pour le Alpinisme de Compétition "(CISAC) creat la Barcelona în 1988. La 6 octombrie 2007, Adunarea Generală a UIAA a aprobat noile statuturi în care a fost creată figura "unit member". Ca o consecință a acestei schimbări, a fost necesară înființarea unei „federații internaționale independente de competiție cu personalitate juridică proprie”, și anume International Ski Mountaineering Federation (ISMF). Adunarea constituțională a membrilor ISMF, care a avut loc la Champéry, Portes du Soleil (Elveția), la 27 februarie 2008, a decis să continue administrarea competițiilor de schi alpinism ca Federație Internațională cu propria persoană juridică. Astăzi Federația Internațională de Schi - Alpinism este o asociație non-profit cu sediul social în Lausanne (Elveția) și cu sediul operațional în Mondovì (Italia).